# 沃克曼岩

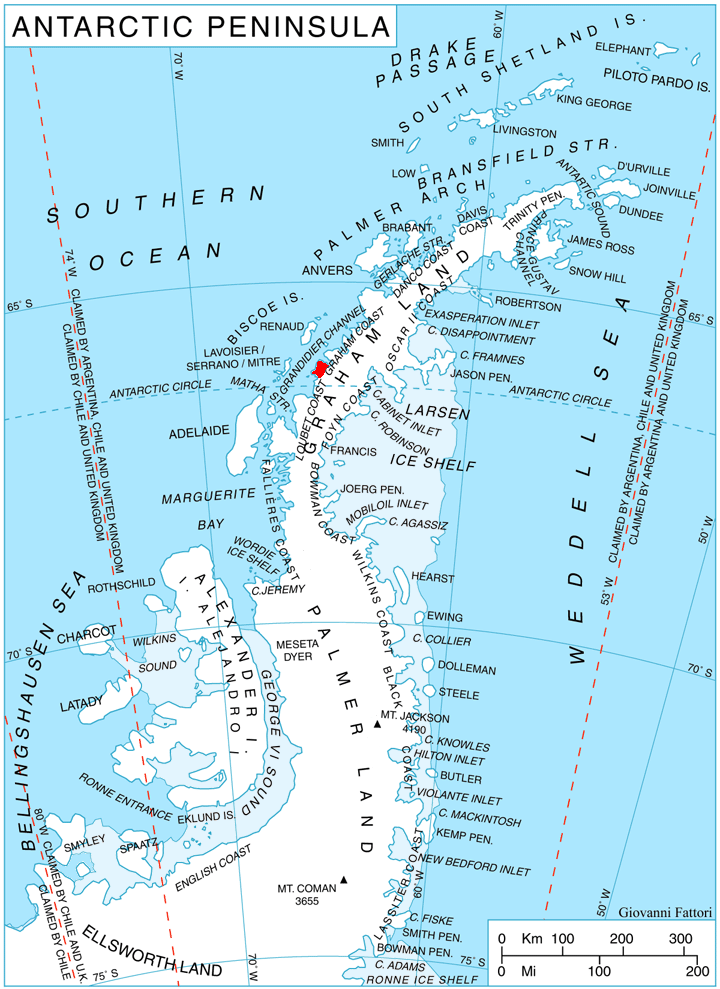

沃克曼岩（Workman Rocks），是南極洲的岩石，位於葛拉漢地的盧貝海岸，處於潘瑟崖以西的達貝爾灣東北部，以美國物理學家命名，現時由南極條約體系管理。
66°23′S 65°42′W / 66.383°S 65.700°W